# Osam Velikih Ministarstava
Osam Velikih Ministarstava, takođe zvano Badabu (kineski: 八大部), odnose se na bivše zgrade Državnog sAvenijata i njegovih ministarstava vlade Mandžukuo. Još uvek postoje gotovo netaknuti na Avenijaniji Ksinmin u Čangčuenu, provinciji Đilin, Kina, koju koristi Medicinska škola Univerziteta Đilin i drugi, a nedavno su postali jedan od najzanimljivijih mesta u razgledanju grada, zbog impresivnog, kombinovane kineske, japanske i Mandžurske arhitekture. 

## Osnovne informacije
Osam Ministarstava se prvobitno odnosilo na osam administrativnih agencija na ministarskom nivou pod Državnim sAvenijatom iz Mandžukua. Bila su to sledeća ministarstva:
- Ministarstvo javne bezbednosti
- Ministarstvo pravde
- Ministarstvo ekonomije
- Ministarstvo komunikacija
- Ministarstvo poljoprivrede
- Ministarstvo kulture i obrazovanja
- Ministarstvo inostranih poslova
- Ministarstvo civilnih poslova

Prema „Velikom novom planu grada Hsinkinga“, vlada Mandžukua uredila je većinu poslovnih zgrada svojih vladajućih institucija na Avenijaniji Šuntian u gradu Čangčuenu (sada Avenijanija Ksinmin) i okolini . Poslovne zgrade bile su smeštene sa obe strane Avenijanije dužine 1.500 metara i širine 60 metara (sa baštom u centru). Severni kraj ovog područja bilo je gradilište nove carske palate (buduća zgrada Muzeja carske palate Mandžukua), a sa obe strane Avenijanije na jugu bile su poslovne zgrade Državnog sAvenijata i raznih vladinih ministarstava. Na južnom kraju nalazila se poslovna zgrada drugih opštih vladinih agencija, pored trga Anmin (danas Trg Ksinmin).
Ovaj kompleks velikih poslovnih zgrada izgrađen je 1930-ih. Sve zgrade imale su orijentalne karakteristike, sa krovovima u tradicionalnom kineskom i japanskom stilu, i nazivale su se „mandžurske zgrade“. Sve su bile na prostranim lokacijama, u elegantnom i tihom okruženju, u veličanstvenim oblicima i svaka sa svojim jedinstvenim karakteristikama. Bile su okružene velikim zelenim drvećem i predstavljale su reprezentativni blok iz plana „Nacionalne kapitalne izgradnje“ Mandžukua. Ovu dugačku stazu zelenila i zgrada živopisnog područja meštani su obično nazivali „Osam velikih ministarstava“, a sada je nAvenijadena kao nacionalno ključno živopisno područje.
Nova zgrada zpočela je da se gradi na severnom kraju centralne ose u septembru 1938. godine. Po izbijanju pacifičkog rata, njena izgradnja je obustavljena zbog finansijskih ograničenja. Do 1945. godine završen je samo podrumski deo glavne zgrade. Na ovoj bazi je 1953. godine izgrađena zgrada nalik na palatu od 30.000 kvadratnih metara, koja je korišćena kao Geološka škola Univerziteta Đilin (danas Geološki muzej Čangučuen kampusa u Čaoijang Univerziteta Đilin). Pročelje buduće zgrade prvobitno je bilo planirano kao Šuncijanski trg, pokrivajući površinu od 180.000 kvadratnih metara, koji je 1996. pretvoren u zeleni, travnati Kulturni trg.
Istorijske zgrade „Osam ministarstava“ i njihovog susedstva u osnovi su netaknute. U junu 2012. godine, Avenijanija Ksinmin izabrana je za istorijski i kulturno poznatu ulicu Kine. U martu 2013. godine bivše zgrade Državnog sAvenijata, Ministarstva vojske, Ministarstva pravde, Ministarstva ekonomije, Ministarstva komunikacija, Ministarstva spoljnih poslova, Ministarstva civilnih poslova i zgrade sudstva (Vrhovni sud, Okružni sud i tužilaštvo u Hsinkingu) kolektivno su proglašeni glavnim istorijskim i kulturnim mestom zaštićenim na nacionalnom nivou.
Sledeća tabela prikazuje fotografije nekada i sada, kao i druge informacije o bivšim zgradama „Osam Velikih Ministarstava“ i srodnim organizacijama vlade Mandžukuo.
| Bivša zgrada | Trenutna | Izgrađena za                                                       | Adresa               | Datum izgradnje | Arhitekta                            | Sada je koristi                                                               |
|              |          | Državno veće za opšte poslove                                      | 126 Xinmin Avenija.  | 1936            | Japan · Tacuro Išii (石井達郎)       | Medicinski centar, Univerzitet u Đilinu                                       |
|              |          | Ministarstvo javne bezbednosti                                     | 71 Xinmin Avenija.   | 1938            | Agencija za održavanje               | Prva bolnica, Univerzitet u Đilinu                                            |
|              |          | Ministarstvo pravde                                                | 828 Xinmin Avenija.  | 1936            | Japan · Kensuke Aiga (相賀兼介)      | Medicinska škola, Univerzitet u Đilinu                                        |
|              |          | Ministarstvo finansija                                             | 829 Xinmin Avenija.  | 1939            | Agencija za održavanje               | Druga bolnica, Univerzitet u Đilinu                                           |
|              |          | Ministarstvo komunikacija                                          | 1163 Xinmin Avenija. | 1937            | Agencija za održavanje               | Škola za javno zdravlje, Univerzitet u Đilinu                                 |
|              |          | Ministarstvo inostranih poslova                                    | 1122 Jianshe St.     | 1934            | Francuska · An (arhitektonska firma) | Sun Pan klub                                                                  |
|              |          | Ministarstvo civilnih poslova                                      | 3623 Renmin Avenija. | Prior to 1936   | Departman za javne odnose            | Petrohemijski institut                                                        |
|              |          | Ministarstvo poljoprivrede                                         | 506 Ziyou Avenija.   |                 |                                      | Ukinuta 1998, srednja škola pridružena Severoistočnom normalnom univerzitetu. |
| \| \| \| \|  |          | Ministarstvo kulture i obrazovanja                                 | 696 Ziyou Avenija.   |                 |                                      | Ukinuta 2003，osnovna škola pridružena Severoistočnom normalnom univerzitetu. |
|              |          | Zgrada sudstva (Vrhovni sud, Okružni sud i tužilaštvo u Hsinkingu) | 108 Ziyou Avenija    | 1938            | Japan · Masami Makino (牧野正巳)     | 461. bolnica, Vazduhoplovstvo Narodne oslobodilačke vojske                    |
|              |          | Zemljište rezervisano za Novu carsku palatu                        | Jiefang Avenijanije  |                 |                                      | Trg kulture, Čaojang campus Đilin Univerziteta                                |